# Борзенко, Иван Иванович
Иван Иванович Борзенко (18 декабря 1927, село Новопавловка, Воронежская губерния — 9 марта 2010) — передовик советского сельскохозяйственного производства, Герой Социалистического Труда (1966).

## Биография
Родился 18 декабря 1927 года в крестьянской семье в селе Новопавловка Воронежской губернии (сегодня — Кантемировский район Воронежской области). Начал свою трудовую деятельность, в 1941 году, в самом начале Великой Отечественной войны, в 14-летнем возрасте в колхозе «Коммунар» Кантемировского района Воронежской области». С июля 1941 года стал трудиться разнорабочим.
В 1943 году окончил курсы трактористов, стал работать трактористом, а затем комбайнёром в колхозе «Коммунар» (позднее – совхозе). В 1963 году перешёл работать свинарём на свино-товарную ферму (СТФ) совхоза «Коммунар». Позднее был назначен бригадиром на свиноводческой ферме. Достиг высоких производственных показателей по сдачи мяса свинины государству. Был отмечен государственными наградами. 
Указом Президиума Верховного Совета СССР от 22 марта 1966 года за достигнутые успехи в развитии животноводства, увеличении производства и заготовок мяса Ивану Ивановичу Борзенко было присвоено звание Героя Социалистического Труда с вручением ордена Ленина и золотой медали «Серп и Молот». 
Продолжал трудиться в сельском хозяйстве, в свиноводстве до выхода на заслуженный отдых в 1989 году. 
В 2006 году решением Кантемировского районного Собрания депутатов ему присвоено звание "Почётный гражданин Кантемировского района Воронежской области".
Проживал в Кантемировке Воронежской области. Умер 9 марта 2010 года. 

## Награды
- Герой Социалистического Труда — указом Президиума Верховного Совета СССР от 22 марта 1966 года
- Орден Ленина (22.03.1966).
- Почётный гражданин Кантемировского района (2006)[3].